# Westport (Indiana)
Westport és una població dels Estats Units a l'estat d'Indiana. Segons el cens del 2000 tenia 1.515 habitants.

## Demografia
Segons el cens del 2000, Westport tenia 1.515 habitants, 606 habitatges, i 426 famílies. La densitat de població era de 439,8 habitants/km².
Dels 606 habitatges en un 35,1% hi vivien nens de menys de 18 anys, en un 54,8% hi vivien parelles casades, en un 9,6% dones solteres, i en un 29,7% no eren unitats familiars. En el 26,2% dels habitatges hi vivien persones soles el 10,6% de les quals corresponia a persones de 65 anys o més que vivien soles. El nombre mitjà de persones vivint en cada habitatge era de 2,5 i el nombre mitjà de persones que vivien en cada família era de 3.
Per edats la població es repartia de la següent manera: un 27,6% tenia menys de 18 anys, un 7,9% entre 18 i 24, un 30,6% entre 25 i 44, un 21,5% de 45 a 60 i un 12,4% 65 anys o més.
L'edat mediana era de 33 anys. Per cada 100 dones de 18 o més anys hi havia 92,5 homes.
La renda mediana per habitatge era de 37.500$ i la renda mediana per família de 47.826$. Els homes tenien una renda mediana de 31.890$ mentre que les dones 27.621$. La renda per capita de la població era de 18.298$. Entorn del 6,5% de les famílies i el 10,5% de la població estaven per davall del llindar de pobresa.

## Poblacions més properes
El següent diagrama mostra les poblacions més properes.